# Jens Peter Dahl-Jensen
Jens Peter Dahl-Jensen  (n. 23 de julio de 1874 en Nibe - f. 12 de diciembre de 1960 en Copenhague) fue un escultor, ceramista danés. En 1926 cambió su apellido de Jensen a Dahl-Jensen.

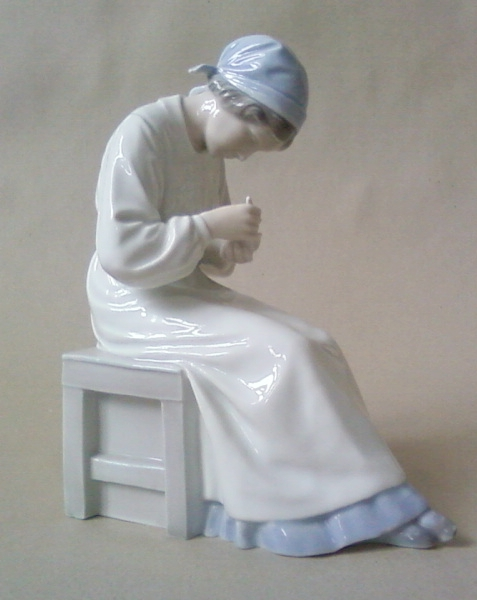
Porcelana, 1915. Bing & Grøndahl.

## Vida y obras
Desde 1894 a 1897, Dahl-Jensen estudió en la Real Academia Danesa de Bellas Artes en Copenhague. Desde 1897 a 1917, fue maestro modelador de la compañía de porcelanas Bing & Grondahl en Copenhague y de 1917 a 1925 fue el director artístico de la fábrica de porcelanas Norden, también en Copenhague.
Dahl-Jensen diseñó pequeñas esculturas de animales de caza en bronce, pero fue más conocido por sus figurines hechos de porcelana, especialmente animales para Bing & Grondahl. Fue el más fecundo escultor de animales de su compañía, algunas de sus figuras en estilo modernista todavía se reproducen por la fábrica de porcelanas Royal Copenhagen. En 1925 inició su andadura en solitario abriendo su propio negocio en Husum, Alemania; el mismo año, la fábrica de porcelanas Dahl-Jensen fue fundada en Copenhague, que alcanzaría altas cotas en la exportación, principalmente a los Estados Unidos e Italia. Sumados a los figurines de animales , modeló también algunos inusuales  figurines orientales con esmaltados más intensos y marcados, desde 1930 a 1958. Su esposa Martha Dahl-Jensen trabajó en la familia y su hijo Georg Dahl-Jensen continuó la producción hasta 1981, cerrando la fábrica tras la venta de las piezas en depósito en 1984.
Falleció el 12 de diciembre de 1960 en Copenhague. 